# انفیه‌دان دست
اَنفیه‌دان دست یا انفیه‌دان تشریحی (انگلیسی: Anatomical snuffbox) نام یک گودی در پوست دست است که با کشیده شدن دو زردپی متصل به شست دست پدید می‌آید. این گودی در کناره بیرونی مچ دست قرار دارد. انفیه‌دان جای تنباکو و اجزاء دیگر است که بعضی برای تری دماغ به بینی کشند و از آنجا که در قدیم از این قسمت کنار مچ دست برای به بینی کشیدن انفیه استفاده می‌شد به این بخش از دست اصطلاحاً انفیه‌دان دست گفته شده است.
انفیه‌دان دست شکلی سه‌گوش دارد و در رویه شعاعی و پشتی دست در محل استخوان‌های مچ دست واقع شده و استخوان‌های ناوی و ذوزنقه‌ای کف آن را تشکیل می‌دهند.

## نگارخانه

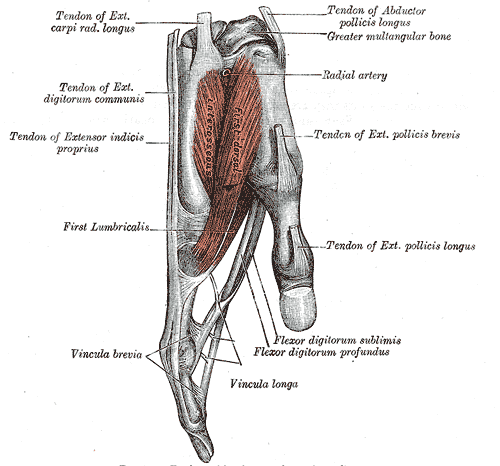
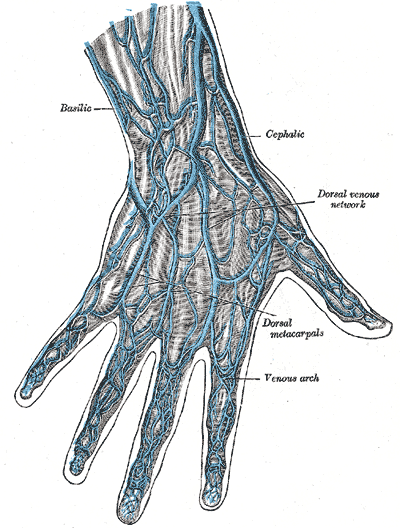
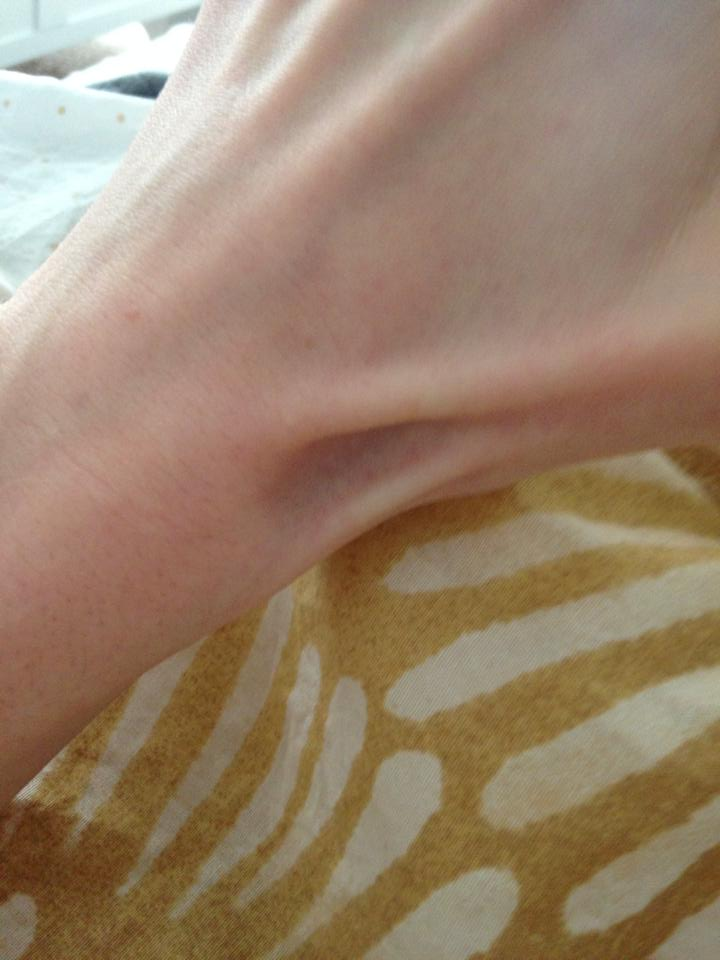